# Ex-Boyfriend
Singles de Crystal Kay
Girl's Night
(2001) Think of U
(2001)
Ex-Boyfriend est le 6e single de la chanteuse Crystal Kay sorti sous le label Sony Music Entertainment Japan le 4 juillet 2001 au Japon. Il atteint la 44e place au classement de l'Oricon et reste classé cinq semaines.
Ex-Boyfriend se trouve sur l'album 637 -always and forever- et sur les compilations CK5 et Best of Crystal Kay.
Time after time est une reprise de la chanson homonyme de Cyndi Lauper sortie en single en 1984. Elle est présente sur la compilation Natural -World Premiere Album-.

## Liste des titres
| 1. | Ex-Boyfriend                            | EMI K. Lynn and VERBAL  | T.KURA and MICHICO      | 5:11 |
| 2. | Ex-Boyfriend (AKIRA'S googolplex REMIX) | EMI K. Lynn and VERBAL  | T.KURA and MICHICO      | 4:16 |
| 3. | Time after time                         | Cyndi Lauper, Rob Hyman | Cyndi Lauper, Rob Hyman | 4:04 |